# Senise
Senise es un pueblo de la provincia de Potenza, en la región de Basilicata al sur de Italia. Tiene una población de 7.500 habitantes.

## Evolución demográfica
| Gráfica de evolución demográfica de Senise entre 1861 y 2008 |
|                                                              |
| Fuente ISTAT - elaboración gráfica de Wikipedia              |

- Datos: Q52676
- Multimedia: Senise / Q52676

1. ↑  Worldpostalcodes.org, código postal n.º 85038.
2. ↑  «Codici Catastali». Comuni-italiani.it (en italiano). Consultado el 29 de abril de 2017.